# Radosław Jastrzębski
Radosław Jastrzębski (ur. 22 stycznia 1987 w Ostrołęce) – polski artysta malarz zajmujący się malarstwem sztalugowym oraz wielkoformatowymi realizacjami ściennymi. 

## Wykształcenie
W 2006 ukończył II Liceum Ogólnokształcące im. Cypriana Kamila Norwida w Ostrołęce. W latach 2006–2011 studiował na Wydziale Malarstwa Akademii Sztuk Pięknych w Warszawie. Uzyskał dyplom z wyróżnieniem w pracowni prof. Leona Tarasewicza oraz w pracowni sztuki w przestrzeni publicznej prof. Mirosława Duchowskiego. 

## Twórczość
Twórczość Radosława Jastrzębskiego charakteryzuje się ciągłymi poszukiwaniami treściowymi i formalnymi. Ewolucja oraz chęć eksperymentowania skłania artystę do zamykania danego rodzaju doświadczenia malarskiego w konkretny cykl. Z kolei cykle te (Rozstrzelanie, Krytycy sztuki, Linia życia, Kurpie), różnorodne stylistycznie i treściowo, powstają i są rozwijane równocześnie. Artysta stara się uchwycić stany przeistaczania jednych form w drugie, stosując kontrastowe rozwiązania formalne (od klasycznego realizmu po nowoczesne tendencje malarskie). Treściową kanwą jego prac jest uniwersalny problem niedoskonałości oraz ulotności ludzkiego bytu. 
Swoje prace prezentował na wystawach indywidualnych i kilkudziesięciu wystawach zbiorowych w kraju i za granicą.

## Nagrody i wyróżnienia
- 2025 – Nagroda Prezesa Związku Kurpiów Kurpik 2024 w kategorii Talent[7]
- 2022 – Grand Prix Ogólnopolskiego Konkursu Malarskiego im. Krzysztofa Grzesiaka[8]
- 2019 – Grand Prix Międzynarodowego Konkursu Artystycznego „A co z wartościami?”[9] organizowanego przez Ośrodek „Pamięć i Przyszłość” oraz Centrum Historii Zajezdnia
- 2017 – finalista konkursu malarskiego im. Franciszki Eibisch[10]
- 2017 – finalista III Edycji Międzynarodowego Konkursu Malarskiego Fundacji Trzy Mosty[11]
- 2016 – wyróżnienie Honorowe na 4. Triennale Polskiego Malarstwa Współczesnego – Jesienne Konfrontacje, Rzeszów[3]
- 2016 – finalista II Edycji Międzynarodowego Konkursu Malarskiego Fundacji Trzy Mosty, Warszawa[3]
- 2015 – finalista I Edycji Międzynarodowego Konkursu Malarskiego Fundacji Trzy Mosty, Warszawa[3]
- 2012 – wyróżnienie Honorowe Dyrektora Galerii Sztuki w Legnicy na 22. Ogólnopolskim Przeglądzie Malarstwa Młodych Promocje[3]
- 2011 – laureat Nagrody im. Profesora Józefa Szajny[3]
- 2011 – laureat Nagrody „Inicjatywy ENTRY”[3]
- 2011 – finalista Konkursu o Artystyczną Nagrodę Siemensa 2011[3]